# Jean Carn
Jean Carn, também conhecida como Jean Carne, nasceu Sarah Jean Perkins,  em 15 de março de 1947, é uma cantora americana de R&B/soul e jazz. No meio da carreira, ela adicionou um e final ao seu nome. Carn é um vocalista creditado com um alcance vocal de cinco oitavas.  

## Biografia
Nascida Sarah Jean Perkins em Columbus, Geórgia. Aos quatro anos, ela se tornou membro do coral de sua igreja. 
Carn planejava continuar seus estudos na Juilliard School of Music em Nova York quando conheceu e se casou com o pianista de jazz Doug Carn e se tornou vocalista de destaque em sua banda de jazz fusion. O casal se estabeleceu em Los Angeles, Califórnia, onde Carn apareceu em três de seus quatro primeiros álbuns, Infant Eyes, Spirit of the New Land e Revelation no Black Jazz/Ovation. O casal mais tarde se divorciou. 
Em 1976, Carn assinou contrato com a Philadelphia International Records de Kenneth Gamble e Leon Huff.  Ela lançou seu primeiro álbum Jean Carn em 1976.  O single de estreia "Free Love" alcançou a 23ª posição no R&B.  Em junho de 1978, seu segundo álbum pela gravadora, Happy to Be With You, foi lançado. Incluía o single de sucesso " Don't Let It Go to Your Head." 
O terceiro álbum de Carn na Filadélfia International, When I Find You Love, foi lançado em 1979. "My Love Don't Come Easy" alcançou a posição 43 na parada de R&B.  O álbum incluía a faixa escrita por Jerry Butler "Was That All It Was?" que, apesar de não figurar nas paradas de R&B, foi um grande sucesso disco nos clubes do Reino Unido.
Nessa época, Carn mudou do selo Philadelphia International para o selo subsidiário TSOP para seu álbum de 1981, Sweet and Wonderful.  Carn mudou-se para a Motown Records em 1982, fazendo sua estreia na gravadora com seu único álbum pela gravadora, Trust Me. O single " If You Don't Know Me By Now", um cover do hit de Harold Melvin and the Blue Notes com backing vocals de The Temptations, alcançou a posição 49 na parada de R&B. 
Em 1986, Carn assinou contrato com a Omni Records. Closer Than Close, produzido pelo saxofonista Grover Washington Jr, alcançou o primeiro lugar nas paradas de R&B.  Seu álbum de 1988, You're a Part of Me, foi seu único lançamento pela Atlantic Records. 
Em 2014, Carn foi homenageado com o prêmio pelo conjunto de sua obra, concedido pela National R&B Music Society na Filadélfia, Pensilvânia. 
Em 2020, Carn foi um dos artistas a bordo do Soul Train Cruise. 
Em 16 de outubro de 2022, a vida de Carne foi destaque na série de documentários da TV One, Unsung.  

## Discografia

### Álbuns de estúdio
| 1976                                                                              | Jean Carn            | 122 | 46 | 26 | Philadelphia International |
| 1978                                                                              | Happy to Be with You | —   | 55 | —  | Philadelphia International |
| 1979                                                                              | When I Find You Love | —   | 42 | 28 | Philadelphia International |
| 1981                                                                              | Sweet and Wonderful  | 176 | 38 | —  | TSOP                       |
| 1982                                                                              | Trust Me             | 210 | 37 | —  | Motown                     |
| 1986                                                                              | Closer Than Close    | 162 | 9  | —  | Omni                       |
| 1988                                                                              | You're a Part of Me  | —   | 40 | —  | Atlantic                   |
| 1995                                                                              | Carn Sings McCoy     | —   | —  | —  | Vammi                      |
| 1996                                                                              | Love Lessons         | —   | —  | —  | Moja                       |
| "—" denotes a recording that did not chart or was not released in that territory. |                      |     |    |    |                            |

### Compilações
- The Best of Jean Carn & The Best of The Jones Girls (1998, Recall 2cd);
- Closer Than Close: The Best of Jean Carn (1999, Philadelphia International/The Right Stuff);
- Collaborations (2002, Expansion);
- Don't Let It Go to Your Head: The Anthology(2018, SoulMusic ).

### Singles
| 1971                                                                              | "Peace"                                                    | —  | —   | —  | —  | Infant Eyes            |
| 1975                                                                              | "Valentine Love" (with Norman Connors & Michael Henderson) | 97 | 10  | —  | —  | Saturday Night Special |
| 1977                                                                              | "Free Love"                                                | —  | 23  | 18 | —  | Jean Carn              |
| 1977                                                                              | "You Got a Problem"                                        | —  | —   | 18 | —  | Jean Carn              |
| 1977                                                                              | "If You Wanna Go Back"                                     | —  | —   | 18 | —  | Jean Carn              |
| 1978                                                                              | "Happy to Be with You"                                     | —  | —   | —  | —  | Happy to Be with You   |
| 1978                                                                              | "Don't Let It Go to Your Head"                             | —  | 54  | —  | —  | Happy to Be with You   |
| 1978                                                                              | "There's a Shortage of Good Men"                           | —  | —   | —  | —  | Happy to Be with You   |
| 1979                                                                              | "My Love Don't Come Easy"                                  | —  | 43  | —  | —  | When I Find You Love   |
| 1979                                                                              | "Start the Fire"                                           | —  | —   | —  | —  | When I Find You Love   |
| 1979                                                                              | "Was That All It Was"                                      | —  | —   | 22 | —  | When I Find You Love   |
| 1979                                                                              | "What’s On Your Mind"                                      | —  | —   | 22 | —  | When I Find You Love   |
| 1979                                                                              | "Give It Up"                                               | —  | —   | 22 | —  | When I Find You Love   |
| 1980                                                                              | "I'm Back for More" (with Al Johnson)                      | —  | 26  | —  | —  | Back for More          |
| 1981                                                                              | "Sweet and Wonderful"                                      | —  | —   | —  | —  | Sweet and Wonderful    |
| 1981                                                                              | "Love Don't Love Nobody (Part 1)"                          | —  | 35  | —  | —  | Sweet and Wonderful    |
| 1982                                                                              | "If You Don't Know Me by Now"                              | —  | 49  | —  | —  | Trust Me               |
| 1982                                                                              | "Let's Stay Together" (with Bobby Militello)               | —  | 74  | —  | —  | Blow                   |
| 1986                                                                              | "Closer Than Close"                                        | —  | 1   | —  | —  | Closer Than Close      |
| 1986                                                                              | "Flame of Love"                                            | —  | 21  | —  | —  | Closer Than Close      |
| 1987                                                                              | "Everything Must Change"                                   | —  | 79  | —  | —  | Closer Than Close      |
| 1988                                                                              | "Heartache"                                                | —  | —   | —  | —  | You're a Part of Me    |
| 1988                                                                              | "Ain't No Way"                                             | —  | 23  | —  | —  | You're a Part of Me    |
| 1988                                                                              | "Let Me Be the One"                                        | —  | —   | —  | 95 | You're a Part of Me    |
| 1996                                                                              | "Don't Stop Doin' Whatcha Doin'"                           | —  | 109 | —  | —  | Love Lessons           |
| 1998                                                                              | "Make Love"                                                | —  | —   | —  | —  | Love Lessons           |
| 2002                                                                              | "Somebody Bigger" (with Jeff Majors)                       | —  | 111 | —  | —  | Gotta Have Gospel      |
| "—" denotes a recording that did not chart or was not released in that territory. |                                                            |    |     |    |    |                        |

### DVD
- Jean Carn & Friends: The Sound of Philadelphia: Live in Europe (Expansão, 2005);
- Ladies Night Out—Ao vivo (Steppin Muzak, 2007, também disponível em CD).

## Links externos
- Jean Carn em Soul Walking
- Jean Carn em Soulful Tale